# Joint Helicopter Command
O Comando Conjunto de Helicópteros  (Joint Helicopter Command - JHC ) é uma organização conjunta do Ministério da Defesa do Reino Unido que agrega helicópteros militares das Forças Armadas britânicas para fins de comando e coordenação.  O Comando de Helicóptero Conjunto está instalado junto à sede do Exército em Andover .

## História
O Comando Conjunto de Helicópteros  foi formado em 5 de outubro de 1999, a partir de uma recomendação da Revisão Estratégica de Defesa em 1998 (Strategic Defence Review 1998) para congregar os helicópteros do Exército Britânico, da Real Força Aérea Britânica (Royal Air Force) e e da Marinha Real Britânica (Royal Navy) sob um único comando.
A maior operação do Comando Conjunto de Helicópteros até hoje foi a Operação Telic , a invasão do Iraque .  Após a invasão, o Comando Conjunto de Helicópteros manteve unidades no Iraque, em apoio às forças britânicas e de coalizão ali instaladas.  Outro destacamento também foi mantido no Afeganistão , como parte da Operação Herrick .

### Antigos Desdobramentos: Força Conjunta de Helicópteros (Iraque)
Quando empregados em uma grande operação, as aeronaves e os recursos de apoio são atribuídos a uma Força Conjunta de Helicópteros , por exemplo, Joint Helicopter Force (Afeganistão), durante a Operação Herrick no Afeganistão.
Os seguintes modelos foram empregados no Iraque sob o comando da JHF (I):
- Boeing Chinook HC2s.[5]
- Westland Sea King HC4s.[5]
- Westland Lynx AH7[5] / AH9s.[6]
- Westland Gazelle AH1s.[5]
- Westland Puma HC1s.[7]
- Westland Merlin HC3s.[8]

### Antigos Desdobramentos: Força Conjunta de Helicóptero (Afeganistão)
Os seguintes modelos foram empregados no Afeganistão sob a JHF (A):
- AgustaWestland Apache AH1s. [9]
- Boeing Chinook[10] HC2s.
- Westland Lynx AH7, [9] AH9 e AH9As.
- Westland Merlin[10] HC3s.
- Westland Puma HC1s.
- Westland Sea King HC4 + de novembro de 2007 [9] e ASaC7s

## Organização
A maioria dos helicópteros militares do Reino Unido se enquadram sob o JHC, embora as exceções incluam os helicópteros da Marinha Real, a Escola de Voo de Helicópteros de Defesa e os helicópteros de busca e salvamento da Royal Navy e da Royal Air Force.
Uma visão geral das formações de cada serviço sob o Comando Conjunto de Helicópteros:
- Marinha Real
  - Braço aéreo da frota
    - Força do helicóptero do comando na estação aérea naval real Yeovilton
      - 845 Esquadrão Aéreo Naval com helicópteros Merlin HC3 / HC3A
      - 846 Esquadrão Aéreo Naval com helicópteros Merlin HC3 / HC3A
      - 847 Esquadrão Aéreo Naval com helicópteros Wildcat AH1
- Unidades do exército britânico
  - 1º Regimento do Army Air Corps em Yeovilton com helicópteros Wildcat AH1
  - 2º Regimentos do Army Air Corps (Ground Crew Training) em Middle Wallop
  - 3° Regimento do Army Air Corps em Wattisham com helicópteros de ataque Apache AH1
  - 4º Regimento do Army Air Corps em Wattisham com helicópteros de ataque Apache AH1
  - 5º Regimento do Army Air Corps em Belfast com helicópteros Westland Gazelle
  - 6 Regimento do Army Air Corps em Bury St Edmunds (reserva do exército)
  - 7º Regimento Army Air Corps (treinamento de tripulação de voo) no meio Wallop
  - 47º Regimento de Artilharia Real em Larkhill com os veículos aéreos não tripulados WK450 da Watchkeeper
- Força Aérea Real (RAF)
  - Esquadrão nº 7 na RAF Odiham com helicópteros Chinook
  - Esquadrão nº 18 na RAF Odiham com helicópteros Chinook
  - Esquadrão nº 27 na RAF Odiham com helicópteros Chinook
  - Esquadrão No. 28 (Unidade de Conversão Operacional de Helicóptero de Apoio) na RAF Benson com Helicópteros Chinook HC4 e Puma HC2
  - Esquadrão No. 33 em RAF Benson com helicópteros Puma HC2
  - Esquadrão No. 230 em RAF Benson com helicópteros Puma HC2

### Força de Helicóptero Conjunta (Irlanda do Norte)
Os seguintes modelos estão implantados na Irlanda do Norte com base em JHFS Aldergrove como JHF (NI), em apoio ao Serviço de Polícia da Irlanda do Norte e unidades militares.
- Defensor Britten-Norman (asa fixa)
- Gazela Westland

### Força conjunta de helicópteros (EUA)
Várias aeronaves e tripulações treinadas na Naval Air Facility El Centro para pré-desdobramento e treinamento no deserto.

## Comandantes
O JHC é comandado por um oficial de duas estrelas da Royal Navy, do British Army ou da Royal Air Force.
Comandante Comando de Helicóptero Conjunto foi realizado por:
- 1999 - 2002 Vice-Marechal do Ar David Niven
- 2002 - 2005 Vice-Marechal do Ar Paul Luker
- 2005 - 2008 Major General Gary Coward
- 2008 - 2011 Contra-Almirante Tony Johnstone-Burt
- 2011 - 2014 Vice-Marechal do Ar Carl Dixon
- 2014 - 2017 Major General Richard Felton
- Almirante Jonathan Pentreath, de 2017 até hoje

### Citações
1. 1 2  «Ministry Of Defence and Tri-Service Senior Appointments» (PDF). Consultado em 8 de fevereiro de 2023
2. ↑  «Strategic Defence Review» (PDF)
3. ↑  «Air War Iraq». ISBN 978-1844150694
4. ↑  «Rare insight into the Royal Navy's Commando Helicopter Force»
5. 1 2 3 4 5  «Operation Telic 2» (PDF)
6. ↑  «Operation Telic 9» (PDF)
7. ↑  «Operation Telic 3» (PDF)
8. ↑  «Operation Telic 6» (PDF)
9. 1 2 3  March 2008, p. 8.
10. 1 2  «Operation HERRICK, Afghanistan.»
11. ↑  «Senior tri-service and Ministry of Defence Posts» (PDF). Consultado em 7 de abril de 2019. Arquivado do original (PDF) em 17 de novembro de 2015